# NGC 647
NGC 647 é uma galáxia lenticular (S0) localizada na direcção da constelação de Cetus. Possui uma declinação de -09° 14' 31" e uma ascensão recta de 1 horas, 39 minutos e 56,1 segundos.
A galáxia NGC 647 foi descoberta em 1886 por Frank Leavenworth.